# Lotte Prak
Lotte Prak (Zijdewind, 28 november 1992) is een voormalige Nederlandse handbalster die voor het laatst uitkwam in de Nederlandse Eredivisie voor JuRo Unirek VZV.